# Rhyacophila ugyenpa
Rhyacophila ugyenpa är en nattsländeart som beskrevs av Schmid 1970. Rhyacophila ugyenpa ingår i släktet Rhyacophila och familjen rovnattsländor. Inga underarter finns listade i Catalogue of Life.